# Waywayseecappo First Nation
Waywayseecappo First Nation är ett reservat i Kanada.   Det ligger i provinsen Manitoba, i den sydöstra delen av landet, 2 000 km väster om huvudstaden Ottawa. Waywayseecappo First Nation ligger vid sjön Berney Lake.
Omgivningarna runt Waywayseecappo First Nation är en mosaik av jordbruksmark och naturlig växtlighet. Runt Waywayseecappo First Nation är det mycket glesbefolkat, med 2 invånare per kvadratkilometer.